# Good Year for the Roses
Good Year for the Roses är en sång skriven av Jerry Chesnut, och bland annat inspelad av bland andra George Jones och släppt på singel 1970, samt på albumet George Jones with Love 1971. Den har också spelats in av Elvis Costello.
Det svenska dansbandet Wizex tolkade låten 1982 på albumet Nattfjäril, med Kikki Danielsson på sång .
Stefan Sundström skrev en text på svenska som heter Fläder och låten spelades in tillsammans med Apache och gavs ut på albumet Babyland 1997. Mona Halldeby skrev en text på svenska som heter Ännu blommor våra rosor, vilken bland annat spelats in av Stefan Borsch 1982 på albumet En liten fågel, samt Lasse Stefanz 2010 på albumet Texas .

## Listplaceringar

### Elvis Costellos version
| Lista (1981-1982)  | Topplacering |
| ------------------ | ------------ |
| Belgien (Flandern) | 25           |
| Nederländerna      | 11           |

### Fotnoter
1. ↑  Information i Svensk mediedatabas.
2. ↑  Information i Svensk mediedatabas.
3. ↑  Listplacering
4. ↑  Listplacering